# 贝尔蒙 (汝拉省)
贝尔蒙（法語：Belmont，法語發音：[bɛlmɔ̃] ⓘ）是法国汝拉省的一个市镇，属于多勒区。

## 地理
贝尔蒙（47°0'58"N, 5°35'39"E）面积16.06 平方千米，位于法国勃艮第-弗朗什-孔泰大區汝拉省，该省份为法国东部内陆省份，北起上索恩省，西北接科多尔省，西临索恩-卢瓦尔省，南至安省，东与杜省和瑞士接壤。
与贝尔蒙接壤的市镇（或旧市镇、城区）包括：拉维埃耶卢瓦、蒙苏沃德雷、欧日朗、邦鎮 (汝拉省)、法勒唐、蒙巴雷。
贝尔蒙的时区为UTC+01:00、UTC+02:00（夏令时）。

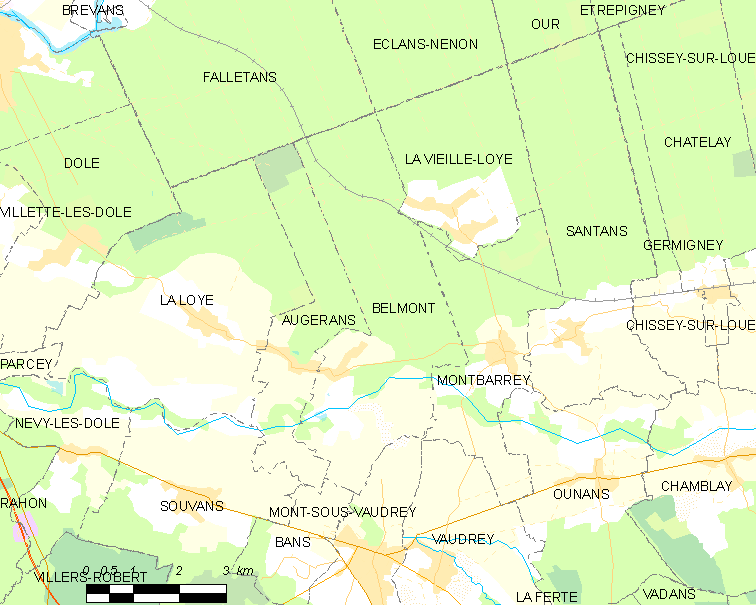
贝尔蒙的OSM定位图

## 行政
贝尔蒙的邮政编码为39380，INSEE市镇编码为39048。

## 政治
贝尔蒙所属的省级选区为蒙苏沃德雷县。

## 人口

1962-2008年间贝尔蒙人口变化图示

贝尔蒙于2022年1月1日时的人口数量为255人。